# Justino Matute y Gaviria
Justino Matute y Gaviria (Sevilla, 28 de mayo de 1764 - 11 de marzo de 1830), periodista, escritor e historiador español.

## Biografía
Sus padres fueron Domingo Matute y Zamora, natural del Villar de Torre (Logroño), e Isabel Gaviria y Zorzosa, sevillana, de condición económica desahogada. Estudió latín y humanidades con Fernando Reinoso y Filosofía en la Universidad de Sevilla; se tituló de bachiller y siguió luego la carrera de Medicina; alcanzó el grado de Bachiller en esta materia el 15 de octubre de 1787 y, aunque solicitó en julio de 1790 la prueba de licenciatura tras los años de prácticas reglamentarias con el doctor D. Marcos Hiráldez de Acosta, no llegó a realizarla ni tampoco consta que ejerciera, pues se entregó a los estudios literarios y participó con el poeta Manuel María Arjona en la creación de la efímera Academia Horaciana y de la de Letras Humanas en 1793, de más larga vida, pues llegó a 1801; luego se consagró a editar el periódico Correo de Sevilla entre 1803 y 1808. Ya había colaborado en el Diario Histórico y Político de Sevilla fundado en 1792 por el Barón de la Bruere, que solo duró diez meses a pesar de su excelente acogida, lo que le impuso a editar él mismo el Correo de Sevilla. Llegó a los 487 números (del 1 de octubre de 1803 al 28 de mayo de 1808). En este periódico colaboraron Félix José Reinoso, Alberto Lista, José María Roldán, Tomás José González Carvajal, Francisco Núñez y Díaz, Manuel María del Mármol, José María Blanco y Crespo, Francisco de Paula López de Castro, José Marchena y otros, casi todos pertenecientes a la Academia Particular de Letras Humanas de Sevilla, ya desaparecida, pese a lo cual el periódico es considerado por muchos el órgano de expresión de la nueva Escuela poética sevillana. 
En 1807 fue nombrado catedrático de Retórica de la Universidad. Con la Guerra de la Independencia Matute se volvió afrancesado junto a muchos de sus amigos: Joaquín María Sotelo, Reinoso, Blanco, Lista, etc. y escribió poemas a favor de los invasores. Fue en ese tiempo catedrático de Ciencias naturales en la Sociedad Patriótica y secretario perpetuo de la Real Sociedad Económica de Amigos del País de Sevilla desde 1809. Cuando su amigo Sotelo llegó desde Madrid acompañando a José Bonaparte y fue nombrado Prefecto de Jerez, a él le fue ofrecido el cargo de Subprefecto de dicha ciudad, que aceptó y ejerció durante 26 meses. En Jerez publicó y dirigió el periódico Correo político y literario de Xerez de la Frontera, un diario afrancesado publicado desde el 15 de febrero de 1810. Tras la huida de José I, se presentó a las autoridades, fue enjuiciado, arrestado en su casa y condenado a prisión, de donde no salió hasta fines de 1814, gracias al perdón real.
En su famosa colección de biobibliografías Hijos de Sevilla amplía y corrige la obra de Fermín Arana de Varflora Hijos de Sevilla ilustres en santidad, letras, armas, artes ó dignidad, de 1791. Como poeta Leopoldo Augusto de Cueto no lo tuvo entre los mejores, por lo que lo excluyó de su antología en tres volúmenes de poesía del siglo XVIII publicada en la Biblioteca de Autores Españoles.

## Obras
- Las boleras: sainete nuevo, manuscrito circa 1791.
- Los duelos. Sainete crítico, manuscrito, sin año.
- Los palos de Segura. Sainete crítico, manuscrito, sin año.
- La escuela poético arábiga sevillana, 1793, manuscrito.
- Relación de los ornatos públicos con que la ciudad de Sevilla solemnizó la feliz entrada de los Reyes... 1796.
- Discurso sobre el estudio de las Matemáticas, de la Chímica y de las Letras humanas, como partes principales de una escogida educación: presentado a la R. Sociedad Patriótica de Sevilla, manuscrito, 1803
- Bosquejo de Italica o Apuntes que juntaba para su historia, impr. M. Caro, 1827.
- Noticias relativas á la historia de Sevilla, Sevilla, Enrique Rasco, 1886.
- Adiciones y correcciones á los Hijos de Sevilla: ilustres en santidad, letras, armas, artes y dignidad, de D. Fermin Arana de Varflora  Sevilla: Oficina tip. de E. Rasco, 1886.
- Hijos de Sevilla: señalados en santidad, letras, armas, artes ó dignidad. Sevilla, en la oficina de El Orden, 1886 y 1887, 2 vols. vol. 1, vol. 2.
- Anales eclesiásticos y seculares de la muy noble y muy leal ciudad de Sevilla, metrópoli de la Andalucia, que contienen las más principales memorias desde el año de 1701, en que empezó á reinar el rey D. Felipe V, hasta el de 1800, que concluyó con una horrorosa epidemia: continuación de los que formó D. Diego Ortiz de Zúñiga hasta el año de 1671 y siguió hasta el de 1700 D. Antonio M.ª Espinosa y Carcel, Sevilla, Imp. de E. Rasco, 1887.
- Aparato para escribir la historia de Triana y su Iglesia Parroquial, Sevilla, 1818.
- Memorias de los Obispos de Marruecos y demás auxiliares de Sevilla ó que en ella han ejercido funciones episcopales por D. Justino Matute y Gaviria; con notas y adiciones de J. H. y La Rúa Sevilla: en la Oficina del Orden, 1886.
- Anales eclesiásticos y seculares de la Muy Noble y Muy Leal ciudad de Sevilla Sevilla, 1887, 2 vols.
- Égloga dividida en XVIII cantilenas, s. a.
- Relación histórica de la judería de Sevilla, establecimiento de la Inquisición, en ella, su extinción y colección de los autos que llamaban de fe celebrados desde su erección, 1820; 2.º ed. en 1849.
- Exequias... con que Sevilla honró... a la reina María Isabel de Braganza, Sevilla, 1819.
- Noticias relativas a la Historia de Sevilla que no constan en sus Anales, 1886.